# جون هيرست
جون هيرست (بالإنجليزية: John Hurst)‏ (2 يونيو 1947 ببلاكبول في المملكة المتحدة - 18 يناير 2024) هو لاعب كرة قدم بريطاني في مركز قلب الدفاع. لعب مع أولدهام أثلتيك ونادي إيفرتون.

## وصلات خارجية
- جون هيرست على موقع قاعدة بيانات كرة القدم.إي يو (الإنجليزية)
- جون هيرست على موقع عالم كرة القدم.نت (الإنجليزية)